# ویتا گورخر
گورخر ویتا که معمولاً به نام گورخر نریت و در ایران به نام حلزون زبرا شناخته می‌شود، گونه‌ای از حلزون دریایی، نرم تنان شکم‌پایان دریایی از خانواده حلزون قایقی، نریت‌ها است.

## شرح
حداکثر اندازه آن ۱ اینچ است. زرد با نوارهای سیاه است. اپرکولوم دارد.

## توزیع
ترینیداد و توباگو و برزیل

## در آکواریوم
حلزون نریت گورخری اغلب در سرگرمی‌های آکواریوم فروخته می‌شود. این نمونه‌ها معمولاً به صورت وحشی صید می‌شوند، زیرا پرورش حلزون در اسارت دشوار است.
این حلزون معمولاً به عنوان جلبک خوار فروخته می‌شود، زیرا دائماً شیشه، فضای سخت و زیرلایه آکواریوم را برای جلبک‌ها با دهان خروشان خراش می‌دهد. آنها می‌توانند در آب شیرین زنده بمانند، اگرچه به پی هاش بالایی نیاز دارند. پی هاش به اندازه کافی پایین به آرامی پوسته حلزون را از بین می‌برد. همچنین، اگر یک آکواریوم جلبک کافی نداشته باشد، ممکن است سخت باشد که آنها غذای پلت بخورند و ممکن است گرسنه بمانند.
مانند اکثر حلزون‌های نریت، می‌تواند و اغلب به سادگی از شیشه آکواریوم بالا می‌خزد و آن را ترک می‌کند، بنابراین برای نگهداری آن‌ها به یک درپوش نیاز است.